# La poliziotta fa carriera
La poliziotta fa carriera è un film italiano del 1976 diretto da Michele Massimo Tarantini.

## Trama
Gianna si arruola nella polizia, ma si rivela un fiasco totale: più che la bravura in lei spicca la bellezza. Durante i primi casi a cui viene assegnata commette una serie di errori, ma finirà con il ricevere una promozione.